# Teodor Arendarčik
Teodor Arendarčik (* 24. září 1959) je bývalý slovenský fotbalový brankář. Po skončení profesionální kariéry se věnuje veterinárnímu lékařství.

## Fotbalová kariéra
V československé lize hrál za TJ ZŤS Košice. Nastoupil ve 3 ligových utkáních.

## Ligová bilance
| Ročník                                      | Zápasy | Góly | Klub          |
| ------------------------------------------- | ------ | ---- | ------------- |
| 1. československá fotbalová liga 1980/81    | 3      | 0    | TJ ZŤS Košice |
| 1. slovenská národní fotbalová liga 1982/83 | 1      | 0    | TJ ZŤS Košice |
| CELKEM                                      | 3      | 0    |               |